# Мнішеки
Мнішеки, Мнішехи (пол. Mniszchowie) — шляхетський рід у Речі Посполитій. Представники роду були магнатами, державними діячами, меценатами, брали участь у багатьох подіях тогочасного політичного життя, представниці — дружинами багатьох впливових державних діячів.

## Окремі представники
- Миколай Мнішек з Великих Куньчиць (бл. 1482 — після1552) — сокальський староста
- Єжи Мнішек — львівський староста
- Юзеф Вандалін Мнішех — краківський каштелян, тесть (другий) Юзефа Потоцького
- Марина Мнішек — дружина Лжедмитрія I, дочка старости самбірського і львівського Єжи Мнішека і Ядвиги Тарло
- Людвіка з Мнішеків Потоцька — друга дружина великого гетьмана коронного Юзефа Потоцького.
- Барбара (другий шлюб) — третя дружина маршалка великого коронного Яна Фірлея
- Ян (пом. після 1676) — львівський, глинянський староста, комендант Львова у 1657 р., зять теребовлянського старости Пйотра Фірлея…
- Ян Вандалін Мнішек — дідич Яворова[джерело?].
- Тереза з Мнішехів Стадніцка — дочка маршалка (маршалківна) великого коронного Юзефа Вандаліна Мнішеха, дружина Юзефа Стадніцкого[1] (або волинського воєводи Яна Францішека)
- Ян Кароль Мнішек (1716—1759) — староста галицький, калуський, яворівський, щуровицький
- Юзеф Мнішех — син попереднього, староста сяноцький, щуровицький
- Міхал Єжи (1748—1806) — молодший брат попереднього, маршалок великий коронний, яворівський староста